# Декларация независимости Малайзии
Декларация независимости Малайзии (малайск.:Pemasyhuran Kemerdekaan Tanah Melayu, джави: ڤمشهوران كمرديكاءن تانه ملايو) — это исторический документ, провозглашающий Малайзию независимым государством, принятый 31 августа 1957 года. Церемония провозглашения состоялась в 9:30 утра на Стадионе Независимости в присутствии более 20 000 человек, включая правителей 13 штатов Малайзии, членов кабинета федерального правительства и иностранных официальных лиц. На церемонии Герцог Глостерский, представляющий королеву Елизавету II, предоставил первому премьер-министру — Абдул Рахману правовой документ о независимости, положивший конец британскому протекторату над Малайзией. После прочтения Декларации независимости Малайской Федерации весь стадион проскандировал за Абдул Рахманом 7 раз слово Merdeka, что в пер. с малайского языка — свобода, независимость. Ежегодно, 31 августа, в Малайзии отмечается национальный День Независимости (Hari Merdeka).

## Предпосылки
После японской оккупации Малайский Союз объединил полуостров под одной центральной администрацией. Сингапур стал отдельной коронной колонией, в то время как другие британские поселения и протектораты были взяты под управление британского Верховного комиссара в Куала-Лумпуре. Однако достаточно быстро появилась сильная оппозиция против Малайского Союза. И вскоре Малайский Союз был заменён на Малайскую Федерацию, и началась подготовка к самоуправлению. Традиционная власть малайских султанов была ограничена, и большое количество иммигрантов из Китая и Индии получили гражданство в новой федерации. В свою очередь, Малайский союз послужил основанием для создания Объединённой малайской национальной организации, которую возглавил Онн Джаафар, премьер-министр Джохора. Он подал в отставку, когда его идея о разрешении другим нациям принимать участие в организации была отклонена большинством её членов.
В конце 40-х годов XX века на малайском полуострове достаточно сильно развилось коммунистическое движение, в основном из китайских кварталов. В 1948 году было объявлено чрезвычайное положение, когда повстанцы-коммунисты убили трёх европейских плантаторов в Сунгай Сипуте. Коммунисты объявили вооружённую борьбу за освобождение Малайи от англичан и начали кровавую необъявленную войну, которая продолжалась 12 лет. В конечном итоге коммунистов удалось победить, в результате агрессивной войны в джунглях, прекращения поставок и установления многонационального сотрудничества между соответствующими партиями разных наций в Малайе. В 1960 году Абдул Рахман, который стал вторым президентом объединённой малайской национальной организации в 1951 году, заняв место Онн Джафара, объявил об окончании режима чрезвычайного положения.
Во время муниципальных выборов в Куала-Лумпуре в 1951 году ОМНО под руководством Абдула Рахмана присоединилась к китайской ассоциации Малайзии, чтобы привлечь больше избирателей. Такой подход к расовому сотрудничество привёл к созданию Союзной партии, которая в итоге выиграла на первых малайских выборах в 1955 году. После победы партии, Абдул Рахман, став первым премьер-министром и министром внутренних дел Малайской Федерации, начал вести с англичанами переговоры о независимости. В период с 1955—1957 годы премьер-министр и его кабинет разрабатывали малайскую конституцию, обсуждали вопросы системы правосудия, укрепляли расовую гармонию в стране и решили окончательно искоренить коммунизм.

## Церемония провозглашения независимости
В ночь на 30 августа 1957 года в Королевском клубе Селангор в Паданге, Куала-Лумпур, собралось огромное количество людей. Тысячи членов молодёжных подразделений Союзной Партии вместе с Абдул Рахманом прибывшим в 23:58 провели 2 минуты в полной темноте, отмечая таким образом официальную передачу англичанами власти. Ровно в полночь огни снова зажглись. Флаг Великобритании был спущен и во время звучания гимна Малайзии поднят новый — флаг Малайзии. После того, как толпа 7 раз прокричала слово «Мердека» Абдул Рахман выступил с речью, назвав церемонию «величайшим моментом в жизни малайского народа». Представители молодёжи вручили ему ожерелье в честь этого события, на котором была изображена карта Малайи. Мероприятие закончилось 31 августа в 1:00.
Утром 31 августа 1957 года торжества перенесли на Стадион Независимости в Куала-Лумпуре. Более 20 000 человек стали свидетелями церемонии, которая началась в 9:30 утра. Среди присутствующих были правители малайских штатов, иностранные сановники, члены кабинета федерального правительства и обычные граждане страны. После вручения герцогом Глостерским документа независимости и прочтения его Абдулом Рахманом, наступила кульминация церемонии — 7-ми кратное «Мердека!», торжественное поднятие государственного флага, в сопровождении гимна Малайзии, исполняемого военным оркестром. После чего прогремел приветственный салют из пушек, азан и благодарственная молитва.

## Документ
Документ гарантирует Малайской Федерации статус независимого государства. Ссылаясь на Малайское соглашение 1957 года, достигнутое между правителями Великобритании и Малайской Федерации, в декларации прописаны малайские штаты которые с 31 августа 1957 года должны быть образованы в новую Федерацию штатов Малайи (Persekutuan Tanah Melayu), а именно: Джохор, Паханг, Негери-Сембилан, Селангор, Кедах, Перлис, Келантан, Тренгану, Перак, Малакка, Пинанг. Также в декларации отмечается прекращение осуществления какого-либо суверенитета над перечисленными штатами со стороны Великобритании. Конституция провозглашается основным законом, имеющим высшую юридическую силу
| Jawi |
| --- |
| دڠن نام الله يڠمها موره لاݢي مڠسيهاني⹁ سݢالا ڤوجي باݢي الله يڠ مها برکواس دان صلواة دان سلام کاءتس سکالين رسولڽ. |
| بهواساڽ اوليه کران تله تيباله ماسڽ باݢي اومة ڤرسکتوان تانه ملايو اين منچاڤي طرف سواة بڠسا يڠمرديکا لاݢي بردولة سام ستيمبل کدودقکنڽ دڠن سݢل بڠسا دسلوره دنيا. |
| دان بهواسڽ اوله کران دڠن ڤرجنجين يڠدسبوة نماڽ ڤرجنجين ڤرسکتوان تانه ملايو تاهون 1957 يڠدڤربواة دانتارا دولي يڠمها مليا بݢندا کوءين دڠن دولي٢ يڠ مها مليا راج٢ نݢري ملايو مک تله دڤرستوجوءي بهاوا نݢري٢ ملايو ياءيت جوهر⹁ ڤهڠ⹁ نݢري سمبيلن⹁ سلاڠور⹁ قدح⹁ ڤرليس⹁ کلنتن⹁ ترڠݢانو⹁ دان ڤيرق سرة نݢري يڠدهولوڽ دنماکن نݢري سلت ياءيت ملاک دان ڤولو ڤينڠ مولاءي درڤد 31 هاريبولن اوݢس‌ة تاهون 1957⹁ هندقله منجادي سبواه ڤرسکتوان بهارو باݢي نݢري٢ يڠ برنام ڤرسکتوان تانه ملايو. |
| دان بهواسڽ اوله کران تله برستوجو ڤول دانتارا کدوا٢ ڤيهق دالم ڤرجنجين يڠترسبوة ياءيت ملاک دان ڤولو ڤينڠ هندقله درڤد تاريخ يڠترسبوة ايت تمت درڤد منجادي سبهاݢين درڤد ججاهن تعلوق بݢندا کوءين دان دولي يڠمها مليا بݢندا کوءين تيدق لاݢي برحق منجالنکن اڤ٢ جوا کدولاتن بݢندا داءتس کدوا٢ بواه نݢري يڠترسبوة ايت. |
| دان بهواسڽ اوله کران تله برستوجو ڤول دانتارا کدوا٢ ڤيهق يڠترسبوة ياءيت ڤرجنجين ڤرسکتوان تانه ملايو تاهون 1948⹁ دان سݢل ڤرجنجين٢ لاءين يڠاد سکارڠ دانتارا دولي يڠمها مليا بهندا کوءين دڠن دولي٢ يڠمها مليا راج٢ اتو ڤون ساله سئورڠ درڤد بݢندا٢ ايت سبلوم تاريخ يڠترسبوة هندقله دبطلکن مولاءي درڤد تاريخ ايت⹁ دان سموا قواتکواس٢ دان حق٢ دولي يڠمها مليا بݢندا کوءين اتو ڤون ڤرليمن‌ة نݢري يونيتيد کيڠدم دالم نݢري٢ سلت يڠترسبوة ايت اتو ڤون يڠبرهوبڠ دڠنڽ اتو نݢري٢ ملايو اتو ڤون ڤرسکتوان تانه ملايو سلورهڽ اداله تمت دڠن سنديريڽ. |
| دان بهواسڽ اوله کران دولي يڠمها مليا بݢندا کوءين⹁ دولي٢ يڠمها مليا راج٢ ملايو⹁ ڤرليمن‌ة نݢري يونيتيد کيڠدم دان مجلس٢ اوندڠن ڤرسکتوان دان نݢري٢ ملايو تله ملولوسکن ڤرجنجين ڤرسکتوان تانه ملايو تاهون 1957 ايت برجالن قواتکواسڽ. |
| دان بهواسڽ اوله کران سبواه ڤرلمبݢاءن باݢي کراجاءن ڤرسکتوان تانه ملايو تله دتنتوکن منجادي سواة قانون يڠ معتمد باݢيڽ. |
| دان بهواسڽ اوله کران ڤرلمبݢاءن ڤرسکتوان يڠ ترسبوة ايت مک اد دسدياکن شرط انتوق منجاݢ کسلامتن حق٢ دان کاءوتماءن دولي٢ يڠمها مليا راج٢ سرة حق٢ اساسي دان کبيباسن سکلين رعية دان انتوق مماجوکن ڤرسکتوان تانه ملايو دڠن امان دان دامي سرة تراتور سباݢي سبواه کراجاءن يڠ ممڤوڽاءي راج يڠبرڤرلمبݢاءن يڠبرداسرکن ديموقراسي چارا برڤرليمن‌ة. |
| دان بهواسڽ اوله کران ڤرلمبݢاءن ڤرسکتوان يڠ ترسبوة ايت تله دلولوسکن اوله سواة اوندڠ٢ يڠداداکن اوله مجلس اوندڠن ڤرسکتوان سرة دڠن اوندڠ٢ يڠداداکن اوله نݢري٢ ملايو دان دڠن کتتاڤن٢ ددالم مجلس اوندڠن نݢري ملاک دان ڤولو ڤينڠ⹁ دڠن دمکين ڤرلمباݢاءن ايت تله برجالن قواتکواسڽ ڤد 31 هاريبولن اوݢس‌ة تاهون 1957. |
| مک دڠن نام الله يڠمها موره لاݢي مها مڠسيهاني⹁ ساي تڠکو عبدالرحمن ڤترا ابن المرحوم سلطان عبدالحميد حاليم شاه⹁ ڤردان منتري باݢي ڤرسکتوان تانه ملايو⹁ دڠن ڤرستوجوان دان ڤرکنن دولي٢ يڠمها مليا راج٢ نݢري٢ ملايو دڠن اين ممشهور دان ⹁ماءشتهارکن باݢي ڤيهق اومة ڤرسکتوان تانه ملايو بهوا مولاءي درڤد تيݢ ڤوله ساتو هاريبولن اوݢس‌ة تاهون سريبو سمبيلن راتوس ليم ڤوله توجه مک ڤرسکتوان تانه ملايو يڠ مڠندوڠي ددالمڽ نݢري٢ جوهر⹁ ڤهڠ⹁ نݢري سمبيلن⹁ سلاڠور⹁ قدح⹁ ڤرليس⹁ کلنتن⹁ ترڠݢانو⹁ ڤيرق⹁ ملاک دان ڤولو ڤينڠ دڠن ليمڤه رحمة الله سبحانه وتعالى اکن ککل منجادي سبواه نݢارا ديموقراسي يڠ مرديکا دان بردولة سرة برداسرکن کڤد کبيباسن دان کعديلن دان سنتياس منجاݢ دان مڠاوتماکن کسجهتراءن دان کسنتوساءن رعيتڽ دان مڠکلکن کاءمانن دانتارا سݢل بڠسا. |